# Affreschi della cappella di San Giacomo

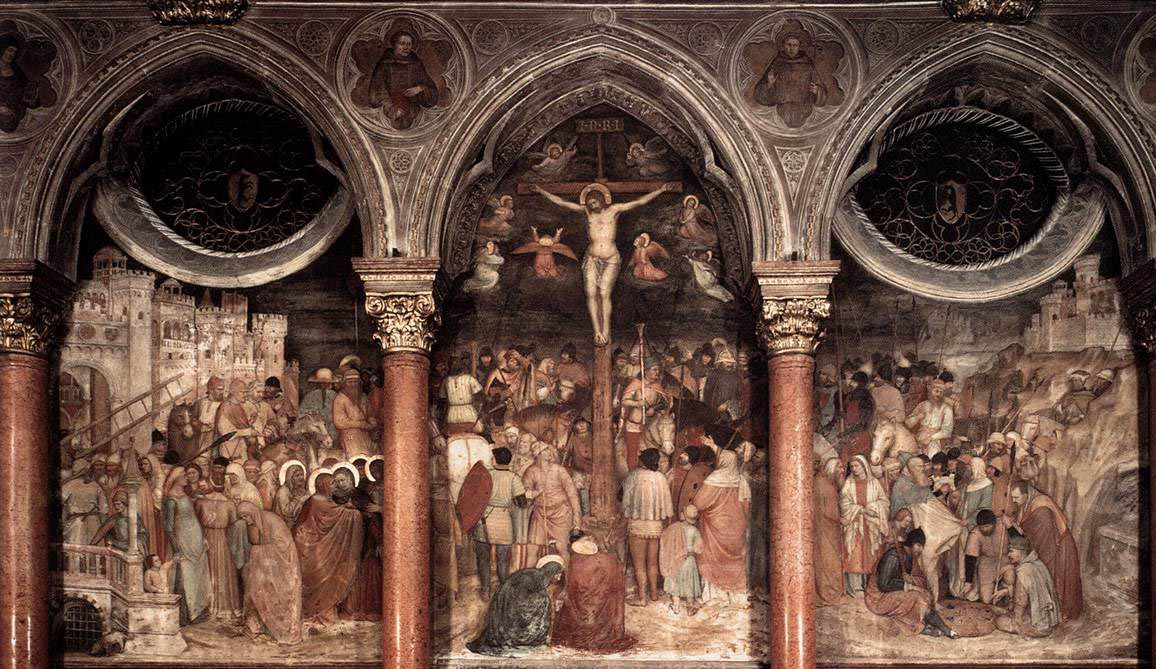
Crocifissione

La decorazione della cappella di San Giacomo nella basilica di Sant'Antonio a Padova venne realizzata tra il 1376 e il 1379 da Altichiero e Jacopo Avanzi, su commissione di Bonifacio Lupi.
Gli affreschi corrono lungo due fasce, una superiore, costituita dalle lunette tra le vele della copertura, e una inferiore sulle tre pareti. Il tema principale sono le storie della vita del Santo come le racconta Jacopo da Varagine nella Legenda aurea; due sono le eccezioni: la prima, l'episodio del sogni di re Ramiro I delle Asturie e la battaglia di Clavijo, che trae spunto dalla tradizione spagnola, la seconda è la Crocifissione, elemento centrale e predominante della decorazione.
Nel 1999 la cappella venne restaurata: si pulirono gli affreschi e vennero rimosse le aggiunte non originali. Alcuni tratti degli affreschi risultano gravemente danneggiati, altri hanno perso le rifiniture a secco che portavano dettagli essenziali; in altri punti è venuta a mancare la lamina d'argento, di cui resta solo la preparazione bruna.

## Gli autori
Jacopo Avanzi ha una fortissima verve narrativa, espressa con la successione di più episodi nella stessa scena, con ritmo incalzante e serrato; preferisce la narrazione continua che trova un ascendente in Maso di Banco, ma resta un fatto nuovo e caratteristico. Le ampie architetture che fanno da sfondo alla narrazione sono presentate frontalmente, in spaccato: nella prima e nella seconda lunetta sono poste al centro dello spazio, creando una composizione simmetrica. Le sue ricerche si possono definire, più che “spaziali”, “spaziose”, in quanto non sono in grado di razionalizzare la visione al modo della prospettiva rinascimentale, riconoscibile invece in Altichiero.
Il disegno è netto e preciso, il colore varia dai toni del grigio alle sfumature fredde del lilla, del verde e del giallo acido di una tavolozza ridotta; le ombre vengono definite da colori complementari; i personaggi sono distinti da profili taglienti e marcati, con dettagli curati, i volti come maschere grottesche. Il segno di contorno ritaglia i corpi, avvolti in panneggi voluminosi ombreggiati con decisi contrasti di chiari e scuri.
L'utilizzo del buon fresco non è uniforme: per lo più impiegato nella pittura delle figure, viene rifinito a secco nei paesaggi che, dopo il recente restauro, si trovano impoveriti e amorfi. L'esecuzione è molto rapida, alterna stesure curatissime ad altre più veloci, ricercando un effetto apprezzabile da lontano.
È evidente una ripresa del giottismo del ciclo degli Scrovegni, con riferimenti al Guariento della chiesa degli Eremitani: allo stesso tempo sembra anticipare i tempi, con gli scorci arditi dei cavalli della sesta lunetta. In merito ai cavalli, si cita il Michiel, che nel descrivere le pitture di un anonimo nella Reggia Carrarese, dice dell'autore “valse molto in far cavalli”: le fonti riportano che Avanzi lavorò anche nella reggia carrarese.
Altichiero predilige un'impaginazione ampia e distesa, con architetture articolate su più piani, disposte spesso su un lato della composizione. Utilizza sapientemente l'architettura reale per creare ulteriori spazi e movimenti, come nelle semilunette, o nella raffigurazione della stanza di re Ramiro, dove sfrutta il pilastro d'ingresso. Le architetture sono distinte anche dai particolari decorativi, marmi chiari e rosati, loggiati e merlature fantasiose, specchiature di marmo con bassorilievi monocromi; gli interni mostrano tappeti, ornamenti, un'icona dipinta. Gli spazi sono ampi e dilatati, sia nel paesaggio che si sviluppa in morbide colline, che nelle architetture quasi prospettiche. I personaggi sono avvolti da tinte chiare e calde, rosa e gialli-arancio ravvivati da verdi e bianchi: solenni e potenti come quelli di Avanzo, ma delineati non da un segno tagliente, bensì tramite sfumature che avvolgono i corpi. Lo stesso vale per i volti, in teneri incarnati rosati che sfumano in un tenue chiaroscuro. Il disegno si distingue appena, nascosto dallo sfumato tenue delle variazioni di colore.
Il Plant nota come le implicazioni politiche delle scene raffigurate sia evidente solo nella fascia inferiore della decorazione, contenuti assenti nelle lunette di Avanzi, che invece predilige la dimensione sacrale. È pertanto possibile che sia verificato un mutamento di programma nel corso della decorazione, coincidente con il passaggio delle consegne tra i due maestri.

## Descrizione

### Disputa tra san Giacomo e Fileto e magie di Ermogene
La narrazione comincia dalla lunetta che si trova sul lato corto a sinistra; come tutte le altre, ha una cornice in spessore, come fosse un'arcata che si apre sulla scena descritta.
Sulla sinistra vediamo Fileto, discepolo del mago Ermogene, colto nella discussione con san Giacomo: il mago l'aveva infatti mandato dal Santo per convincerlo della falsità delle sue predicazioni, su consiglio dei Farisei. Al centro, assistiamo alla conversione di Fileto. Sulla destra, Ermogene chiama in aiuto i demoni, mentre due personaggi fuggono inorriditi.
I tre momenti del racconto sono scanditi dall'architettura centrale: uno spaccato di chiesa mostra un'abside aperto su navate laterali, sormontate da un matroneo. L'azione si svolge senza soluzione di continuità come in tutte le altre lunette realizzate da Avanzi. L'abside colonnata richiama l'architettura del Santo, assieme ai conci bianchi e neri sull'arco centrale e alla presenza di matronei balconati.
I personaggi raffigurati indossano abiti alla moda del tempo: Fileto, sopra una tunica blu, porta una sopracotta senza maniche; i personaggi all'estrema sinistra indossano calzebrache con una tunica corta e un mantello; le donne al centro hanno i capelli acconciati con una fascia o una retina.
Le espressioni del volto di ciascuno sono descritte con precisione, come se la scena fosse stata fermata da uno scatto fotografico, e vengono evidenziate dalla gestualità delle mani.
Avanzi cura ogni dettaglio, gli abiti, le decorazioni dell'architettura, le specchiature marmoree, i personaggi secondari che assistono alla scena.
I precedenti per la resa dello spazio e il rapporto tra l'architettura reale e quella dipinta rimandano al Guariento degli Eremitani, per il finto arco attorno alla lunetta e lo spaccato della chiesa. Le figure dalla potenza massiccia, i panneggi profondi, l'accentuato chiaroscuro si collegano invece al Giotto giovanile degli Scrovegni. Si riscontrano somiglianze anche con la Cacciata di Gioacchino di Giovanni da Milano in Santa Croce a Firenze.

### Battesimo di Ermogene
La lunetta è la prima a sinistra sulla parete di fondo: anche in questa, una cornice in rilievo introduce alla scena raffigurata. Come nella prima lunetta, anche in questa uno spaccato di edificio divide lo spazio in tre parti uguali: edificio di tipo ecclesiastico, dato l'abside con un timpano gotico, che si apre su due torrette a colonne.
Da sinistra, Ermogene viene portato dai diavoli dinnanzi san Giacomo; al centro, assistiamo al battesimo del mago e al rogo dei libri di magia; tre figure nel portico di destra osservano la scena.
Per composizione, cura dei dettagli, scelta dei colori, espressività dei personaggi, la lunetta è simile alla prima.
L'architettura ha precedenti nell'ambiente padovano in Giusto de' Menabuoi, di cui l'artista mostra profonda conoscenza.

### Martirio di san Giacomo
L'episodio è collocato nella lunetta centrale della parete di fondo: questa volta, la scena si svolge in un paesaggio collinare, chiuso sulla sinistra dalla porta di una città; sulla cima della collina svetta un castello turrito. I due momenti della storia si susseguono senza interruzioni.
A sinistra, Giacomo guarisce un paralitico e converte Iosia, lo scriba che lo teneva prigioniero. A destra il Santo si appresta a subire il martirio tramite decapitazione: un drappello di soldati lo circonda in semicerchio.
A differenza delle lunette precedenti, in questa la tavolozza si arricchisce di bruni, ocra e verdi: l'affresco risulta danneggiato, sicché la lettura risulta compromessa dai dettagli a secco perduti, lasciando amorfe macchie di colore; anche i dettagli delle armature sono poco leggibili, poiché la lamina d'argento che li ricopriva è caduta.
L'attribuzione è concorde nel nome di Avanzo: lo storpio assomiglia alla Maddalena della Crocifissione della Galleria Colonna di Roma; sono evidenti anche riferimenti alla Strage degli Ebrei della chiesa di Mezzaratta a Bologna, nei contorni segnati, nei gesti e nelle fisionomie dei personaggi e nello studio delle mani.

### Arrivo del corpo del santo al castello di Lupa in Spagna e seppellimento del santo
L'episodio si trova nella lunetta a destra sulla parete di fondo: ha particolare risalto perché la regina Lupa è considerata antenata di Bonifacio Lupi, committente della cappella.
A questo punto della narrazione, Jacopo da Varagine aggiunge elementi fantasiosi e poetici: i discepoli di Giacomo portano il suo corpo su una nave, che senza nocchiero, ma affidata alla Provvidenza, giunge sulla costa spagnola, in Galizia, presso la regina Lupa. A sinistra, è raffigurato l'angelo che ha condotto la barca verso terra; al centro, i discepoli depongono il corpo del martire su una roccia, che si liquefarà e lo ingloberà come in un sarcofago; all'interno del castello, la regina e le sue dame assistono alla scena.
L'architettura è ancora una volta vista frontalmente: le decorazioni sono curatissime, si intravedono bifore fiorite alla maniera veneziana e una scala a chiocciola che si inerpica all'interno di una delle due torri. La regina indossa una veste foderata di ermellino e ricamata in oro; anche le due dame sono vestite con gran cura.
L'affresco risulta danneggiato nella parte inferiore, facendo solo intuire la pietra-sarcofago, e nella parte sinistra, dove il paesaggio risulta poco leggibile.
La composizione ricorda l'illustrazione di un manoscritto miniato, il che testimonierebbe la frequentazione di Avanzi dell'ambiente cortese.

### I Discepoli davanti al re di Spagna e poi incarcerati
Le due scene sono raffigurate nelle due semilunette ai lati della grande monofora della parete corta di destra. Nella semilunetta di sinistra, molto danneggiata, Lupa invia i discepoli di Giacomo al re di Spagna; in quella di destra, vediamo i discepoli incarcerati.
Gli edifici hanno una spazialità diversa dai precedenti, più concreta e solida: la disposizione in scorcio permette di ampliare la scena e di darle maggiore concretezza.
I colori hanno toni più chiari e rosati rispetto alle lunette precedenti. I personaggi sono plastici pur in assenza dei contorni, e vengono definiti da campiture di colori solari.
Il sostanziale cambiamento di linguaggio conferma una mano diversa: si tratta di Altichiero, che dimostra, anche in scene minori, la sua grandezza.

### Liberazione e inseguimento dei Discepoli
I tre momenti della leggenda si svolgono in un unico spazio, non scandito, come in precedenza, dall'architettura. In alto a sinistra un angelo scende a liberare i Discepoli dal carcere; la parte inferiore è dominata dai cavalieri all'inseguimento dei fuggitivi, sorpresi dal crollo del ponte che stanno attraversando; in alto a destra un messo del re invita i discepoli a tornare, dopo il suo pentimento.
Il paesaggio collinoso occupa tutta la lunetta: le rifiniture a secco, irrimediabilmente perdute, lasciano uno sfondo quasi monocromo e piatto. 
Ciascun gruppo di personaggi è composto da quattro elementi, ognuno contraddistinto da gesti e tratti peculiari. I cavalieri in primo piano vestono alla moda dell'epoca.
Notevoli sono i cavalli impetuosi, per la loro naturalezza quasi quattrocentesca: lo scorcio del cavallo in primo piano richiama Paolo Uccello. Si potrebbe supporre uno studio dal vero degli animali in moto. L'artista denota una grande capacità ed efficacia nel rendere l'attimo del movimento, sia dei cavalli che dei cavalieri.
Il colore ha toni spenti, che risaltano i cavalli chiari in primo piano. Jacopo Avanzi, pur nelle anticipazioni quattrocentesche, riprende ancora la pittura di Giotto e quella coeva padovana, con accenni alle miniature con scene di battaglia che sicuramente ha conosciuto presso la corte dei Carraresi.
È “la cosa più inaudita che il Trecento pittorico italiano conosca”: il modello è il gusto gotico fin de siècle; i fiori costituiscono uno dei primi erbari dipinti a noi noti; i riferimenti si possono far risalire ai medaglioni romani di Marte guerriero fino al Mosaico di Alessandro.

### Miracolo dei tori indomiti e Arrivo del corpo del Santo al castello di Lupa
Lupa convince i discepoli a portare il corpo del Santo sui buoi che si trovano sulla collina, sapendo bene che sono selvaggi. I discepoli li domano e portano il corpo al castello di Lupa.
Il paesaggio è simile a quello del sesto episodio ma è più vasto e dilatato. L'edificio in forte scorcio si sviluppa in vari blocchi accostati, che pur non coerenti da un punto di vista geometrico e prospettico, danno l'idea di concretezza. 
I timbri cromatici sono tutti sui toni del rosa, ripresi anche nei marmorini decorativi del palazzo.
La folla è varia nei sentimenti espressi dai gesti, raffigurata come al rallentatore e mancante perciò di immediatezza. È evidente la diversa fattura dei corpi, che si distinguono per i tenui trapassi cromatici e i panneggi meno contrastati. L'artista si mostra attento ai dettagli della vita quotidiana: abiti, stoffe decorate, gioielli, acconciature, perfino due fanciulli arrampicati su una balaustra.
I dettagli del paesaggio sono ben conservati: Altichiero era solito lavorare sempre a buon fresco. La somiglianza tra il Fileto del primo episodio e Lupa farebbe intendere una collaborazione tra i maestri, o un modello comune.

### Battesimo di Lupa e consacrazione del santuario
Lupa si converte, si fa battezzare e trasforma il proprio palazzo in una chiesa dedicata a san Giacomo.
L'architettura, seppur elaborata, si presenta frontalmente, per non creare una frattura con la lunetta seguente, la prima del ciclo: nonostante questo cambiamenti rispetto alle architetture precedenti, Altichiero riesce comunque a dare un'impressione di profondità e ricchezza di particolari, nei dettagli delle bifore lavorare e delle specchiature di marmi policromi.
A sinistra, il battesimo di Lupa avviene nel mezzo di una folla interessata, per la maggior parte composta da donne. A destra, in uno spazio forse sacro, la folla indossa abiti eleganti degni di una cerimonia solenne.
Si trovano riferimenti nella cappella Cavalli di Verona e nell'oratorio di san Giorgio, posteriore alla cappella san Giacomo e di netto sapore rinascimentale.

### Sogno di re Ramiro, Consiglio della corona e Battaglia di Clavijo

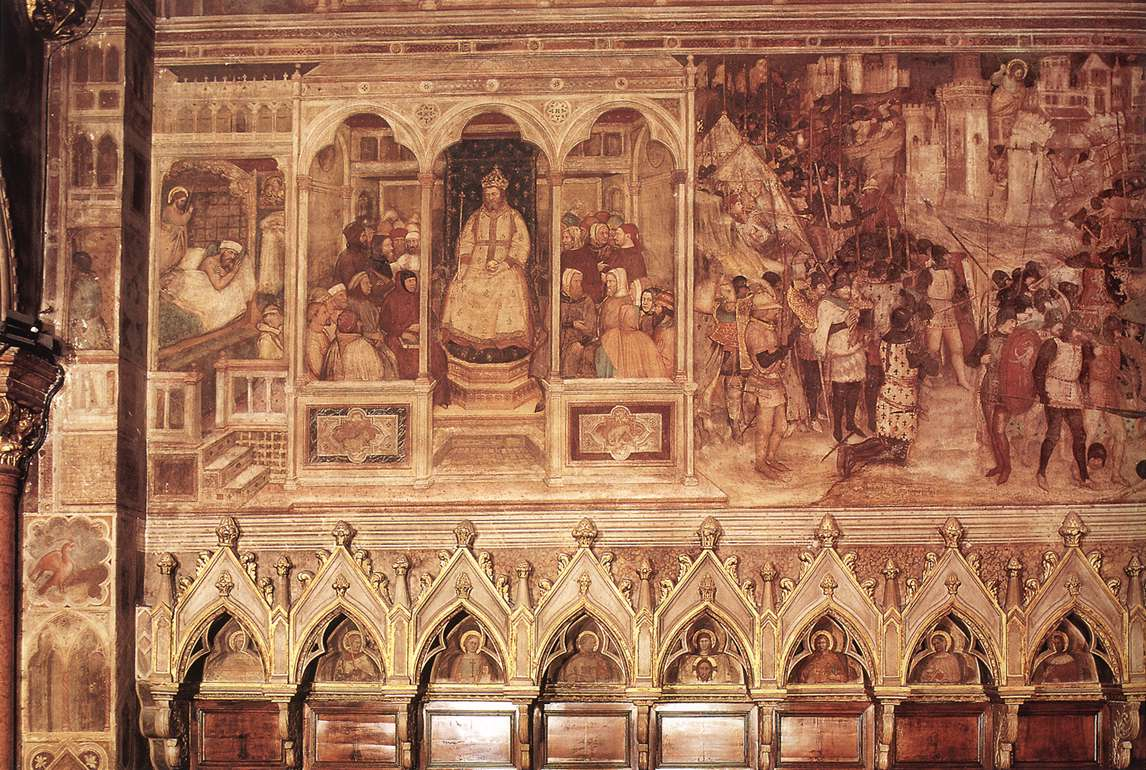
Il sogno di Ramiro, particolare.

I tre episodi sono scanditi dall'architettura, riprendendo il modello delle lunette superiori di mano di Avanzo. Altichiero utilizza l'architettura reale, un pilastro, per disegnarne una fittizia. Ci viene presentata un'immagine di vita di corte ricca e sfarzosa, definita nei minimi dettagli, dal tappeto all'icona, alle tarsie marmoree.
I personaggi mostrano fisionomie precise come ritratti, tanto che ne parla la tradizione locale: vi si riconoscono Francesco Petrarca, Bonifacio Lupi, personaggi della corte dei Carraresi, re Luigi I d'Ungheria nei panni di Ramiro.
I precedenti per le invenzioni spaziali si trovano ad Assisi, nelle storie francescane e nel Sogno di san Silvestro di Maso di Banco. La battaglia di Clavijo vede gli spagnoli schierati contro i Mori: solo l'aiuto del Santo riesce a portare la vittoria all'esercito cristiano. Da qui deriva il soprannome “matamoro” di san Giacomo, e la sua elezione a protettore della Spagna.
La raffinatissima capacità di resa dei dettagli e della narrazione rimanda ancora una volta al mondo della miniatura, che manifesta la vocazione cortese dell'artista. I gigli angioini e il globo che il re tiene in mano sono un omaggio a Luigi d'Ungheria, amico di Bonifacio Lupi e alleato dei Carraresi contro Venezia. I tre episodi raffigurati si possono riferire anche alle vicende di Carlo Magno e la caduta di Pamplona: il re sarebbe un antenato di Luigi.

### Crocifissione

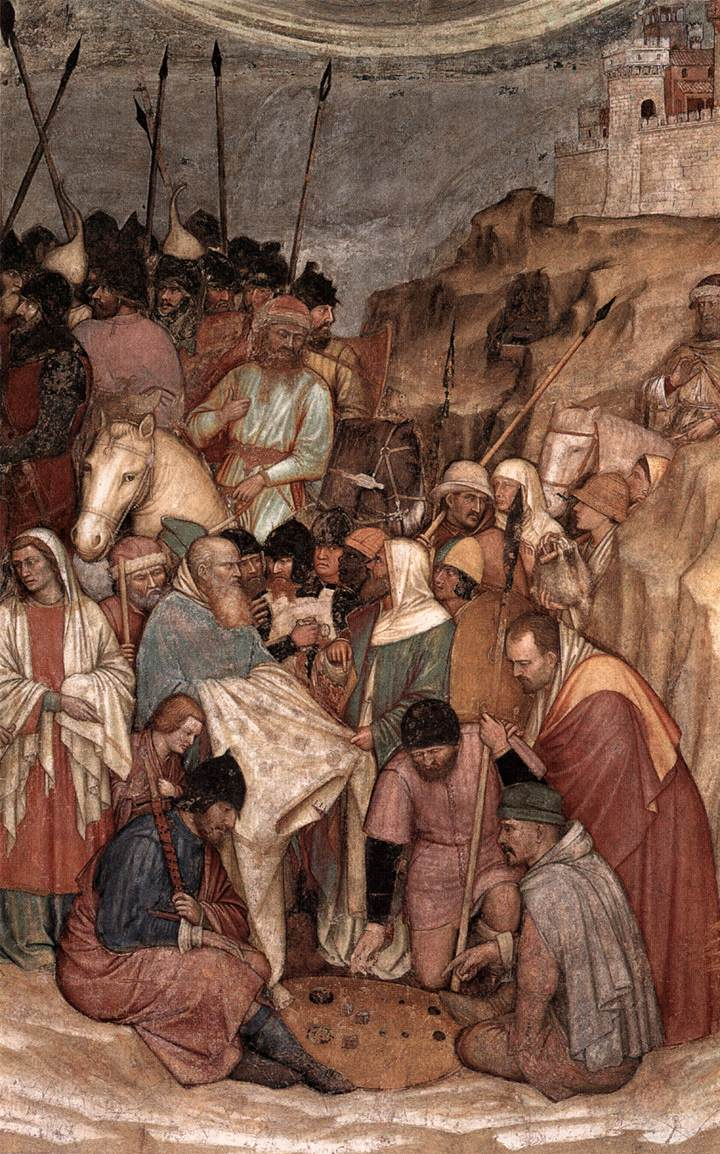
La Crocifissione, dettaglio.

La scena occupa tutta la parete di fondo ed è scandita dalle tre arcate sostenute da quattro colonne di marmo rosso con capitelli dorati, che richiamano quelle all'ingresso della cappella.
L'atmosfera è ben diversa da quella delle lunette, più drammatica e composta, di grande spiritualità. La messa in scena ricorda la forma sconvolgente delle esecuzioni capitali ancora in uso al tempo, assumendo un profondo significato antiliturgico, nel suo realismo severo e nella sua moralità primitiva. Le figure, in scala naturale, hanno una potenza plastica derivata dai volumi quasi statuari, nuovi all'interno del ciclo. È evidente un recupero del linguaggio giottesco, forse di una stessa Crocifissione perduta.
Anche qui Altichiero mostra una particolare attenzione ai dettagli della vita quotidiana, attraverso il numero degli astanti e i loro gesti ed espressioni: si vedano, per esempio, i soldati impegnati nel gioco per la spartizione della veste di Cristo. La partecipazione all'evento diventa un fatto corale. Il colore è tenero, con graduali trapassi di tinte solari con ombre complementari.
L'abbraccio della Vergine con una donna trova un corrispondente nell'abbraccio di Gesù e Giuda agli Scrovegni, come anche la stessa Maddalena. Questo affresco è la prova dello spessore umano dell'artista, della grandiosità e della raffinatezza coloristica, con attente notazioni tratte dalla vita quotidiana. L'affresco risulta molto rovinato da rimaneggiamenti dei secoli passati: soprattutto il cielo, che mostra uno sbiadito celestino della preparazione, che avrebbe accolto la più intensa azzurrite.

### Le due tombe:Annunciazione, Imago Pietatis, Resurrezione
Nei pennacchi delle arcate, all'estremità sinistra e destra, è raffigurata l'Annunciazione: l'Angelo si affaccia su un'architettura che ricorda un portico, mentre sul lato opposto Maria seduta su uno scranno elaborato interrompe la lettura per ricevere il Messaggio.
I sarcofagi contenenti le spoglie della famiglia Rossi e di Bonifacio Lupi sono sorretti da animali araldici, due leoni per il primo, due lupi per il secondo. Sulle parti laterali sono raffigurate la Giustizia e la Fortezza, virtù che hanno contraddistinto la vita dei Signori defunti.
L'Imago Pietatis è un'iconografia rara, che Altichiero rappresenta con grande drammaticità emotiva: la Madonna sorregge il corpo del Figlio, che pare abbandonarsi al sepolcro, affiancata dalla Maddalena e da san Giovanni.

### Madonna in trono e offerenti
Si trova nell'arco trilobo sotto la semilunetta sinistra a fianco della monofora. Il trono elaboratissimo è decorato con statuette di angeli.
Bonifacio è inginocchiato in preghiera con la moglie Caterina: alle spalle di Bonifacio, un san Giacomo avvolto da un prezioso mantello, a fianco della moglie la Santa eponima.
Si osserva un riferimento al Guariento della Madonna di Berlino e del Paradiso di Palazzo Ducale a Venezia. Il richiamo all'ambiente veneziano è dato anche dalla “conchiglia dietro la testa della Madonna e al timpano mistilineo”.

### Figure di santi
Dieci tondi, quattro sopra la Crocifissione, sei sul lato opposto, fingono dei rosoni in spessore, che racchiudono altrettanti ritratti di Santi. Si tratta rispettivamente dei santi Chiara, Francesco, Antonio e re Luigi IX di Francia, e dei santi Bernardo Abate, Antonio Abate, Maddalena, Caterina e Giacomo.
I nove seggi lungo le pareti sono coronati da edicole ad arco trilobato, in cui sono inserite figure di Santi e Sante alternate. L'arco trilobo è un richiamo all'architettura fisica della cappella: le nicchie fingono un'apertura su uno spazio coperto da una volta costolonata.
Al centro, si nota la Veronica che tiene in mano il velo con impresso il volto di Cristo: la santa è un riferimento alla penitenza e al pellegrinaggio, dato che la presenza della sacra reliquia a Roma richiama un gran numero di fedeli.

### Le volte
La cappella è coperta da tre volte a crociera, di cui la centrale è leggermente più ampia: le vele sono dipinte di azzurro, a fingere un cielo stellato, e al centro recano quattro tondi, più uno all'incrocio dei costoloni. Anche gli archi che separano le volte sono decorati da figure.
Nella volta a sinistra prendono posto i Profeti; in quella al centro i simboli degli Evangelisti; in quella a destra i Dottori della Chiesa.
L'arco di sinistra presenta dieci Profeti, quello di destra dieci Apostoli. Anche in queste figure si distinguono due mani diverse: quella che lavora sul lato sinistro è riconducibile all'Avanzo, anche se mostra tratti più fiorentini e orcagneschi; la volta centrale e quella destra, con l'arco traverso sono indiscutibilmente opera di Altichiero. Ancora una volta è evidente la stretta collaborazione tra gli artisti.

## Il problema dell'attribuzione degli affreschi
L'attribuzione degli affreschi della cappella di san Giacomo a Jacopo Avanzi è tra le più complesse del Trecento data la scarsità di opere firmate, la vastità del raggio di azione dell'artista e il numero di pittori omonimi tra Bologna, Vicenza, Padova e Venezia. Questa confusione ha causato conclusioni diverse nelle varie ricerche.
La fonte più antica nonché di poco successiva alla realizzazione degli affreschi è Michele Savonarola, che, nel Commentariolus de laudibus Patavi del 1440 e nel Libellus de magnificis ornamentis regiae civitatis Paduae, del 1446-47, li assegna a Jacopo Avanzi bolognese, nominandolo tra gli artisti notevoli della Padova del tempo, sia locali che forestieri, collocandolo dopo Giotto e prima di Altichiero. Scrive il Savonarola: “Jacopo Avanzi bolognese che decorò la ammirevole cappella dei Lupi con figure quasi vive”. Questo implica una coscienza della posizione paritetica e addirittura superiore dell'Avanzi rispetto ad Altichiero negli affreschi della cappella.
Marcantonio Michiel, nelle Notizie di opere di disegno del 1530, mostrava il dubbio sull'origine di Avanzi, incerto se fosse veronese o bolognese, attribuendogli comunque la paternità dell'opera, eseguita assieme ad Altichiero e a un terzo maestro “dalla mano men buona”. A quest'ultimo assegnava il Sogno di Ramiro, la Battaglia di Clavijo e la Disputa di Fileto. Sempre secondo il Michiel, Avanzi avrebbe lavorato a fianco di Altichiero agli affreschi nell'oratorio di san Giorgio presso il cimitero del Santo.
Giorgio Vasari, pur trattando nelle Vite di Altichiero e Avanzo, non accenna alla cappella.
Dopo svariate ipotesi nei secoli successivi, nelle quali man mano il nome di Avanzi perde importanza, fino a diventare un semplice aiuto, se non uno sconosciuto Maestro delle lunette, si giunge a un'identificazione più precisa del secondo pittore coinvolto nella decorazione, collegandolo all'affresco della Strage degli Ebrei nella chiesa di Mezzaratta a Bologna e alla Crocifissione della Galleria Colonna di Roma, come anche della Tebaide di Dublino.
La difficoltà dell'attribuzione sta anche nel fatto che gli interventi sulle volte non corrispondono alle lunette sottostanti: escludendo l'utilizzo di più ponteggi per le singole campate, si possono proporre due ipotesi. La prima è che gli artisti lavorassero sullo stesso ponteggio, il che attesterebbe la supremazia di Avanzi su Altichiero; la seconda è che i lavori fossero cominciati da Altichiero, che cedette il posto a Jacopo per impegni lavorativi contemporanei. Questa seconda ipotesi è sostenuta dal pagamento per i lavori della sagrestia, la cui impresa venne avviata nel 1376.